# Беннетт, Билл
Уильям Ричардс (Билл) Беннетт (англ. William Richards (Bill) Bennett; 14 апреля 1932, Келоуна — 3 декабря 2015, там же) — канадский политик, 27-й премьер Британской Колумбии в 1975—1986 годах от Партии социального кредита. Сын Уильяма Эндрю Сесила Беннетта, премьера Британской Колумбии с 1952 по 1972 год.

## Биография

### Молодые годы
Уильям Ричардс Беннетт родился в 1932 году в Келоуне (Британская Колумбия), став третьим и последним ребёнком в семье владельца хозяйственного магазина Уильяма Беннетта. Впоследствии его отец стал видным деятелем региональной политики и с 1952 по 1972 год занимал пост премьера Британской Колумбии, представляя Партию социального кредита.
Билл-младший начал зарабатывать на жизнь уже в 13 лет, сначала разнося газеты, а затем устроившись на работу в магазин сантехники и обогревательных приборов. В годы учёбы в старшей школе Билл вместе со старшим братом Расселлом приобрёл здание для коммерческих нужд, где они открыли агентство по продаже пропана. После окончания школы Билл продолжал заниматься бизнесом, сначала управляя с Расселлом сетью принадлежащих отцу магазинов в Оканагане, а позже сфокусировавшись на торговле и развитии недвижимости. В 1955 году Билл женился на Одри Джеймс, санитарке келоунской больницы. У пары родились четверо сыновей — Брэд, Кевин, Стивен и Грег.
После того, как Беннетт-старший проиграл провинциальные выборы и оставил пост лидера партии, Билл выдвинул свою кандидатуру на выборах в законодательное собрание в том же округе, от которого ранее избирался его отец — в Южном Оканагане. Победив на этих выборах, он затем включился в борьбу за лидерство в Партии социального кредита и при поддержке отца выиграл её уже в первом раунде голосования. В дальнейшем Беннетт-младший возглавил консервативную коалицию, которая в 1975 году одержала убедительную победу на провинциальных выборах. Его партия получила 49 % всех поданных в провинции голосов и заняла в законодательном собрании Британской Колумбии 34 из 55 мест.

### На посту премьера
После прихода к власти новый премьер пообещал «снова привести экономику Британской Колумбии в движение». Принятые им с этой целью меры были жёсткими и включали 40-процентное увеличение провинциального налога на продажи, 140-процентное увеличение премий по государственным страховым полисам, 100-процентный рост цен на паромные перевозки и сокращение тысяч рабочих мест в государственном секторе в начале 1980-х годов. В 1983 году за короткий срок были приняты провинциальные законы, ограничивающие права профсоюзов при ведении переговоров об условиях труда, заморожены заработные платы в государственном секторе и упразднена провинциальная комиссия по правам человека. Непопулярные меры вызвали широкие общественные протесты, на определённом этапе грозившие перерасти во всеобщую забастовку, а в начале 1980-х годов вокруг Партии социального кредита развернулось несколько коррупцонных скандалов, но она продолжала выигрывать выборы.
Сам Билл Беннетт за годы своего премьерства заработал репутацию «строителя»: при нём были построены научно-исследовательский центр Science World, культурный центр Canada Place, стадион Би-Си Плэйс и система лёгкого метро SkyTrain в Ванкувере, мост, соединяющий Ванкувер с островом Аннасис, скоростное шоссе № 5 (известное как «хайвей Кокихала»), соединяющее Лоуэр-Мейнленд с центральными областями провинции, и Ревелстокская гидроэлектростанция; тогда же было начато планирование ещё одной крупной гидроэлектростанции на северо-востоке Британской Колумбии. В значительной степени крупномасштабные проекты были способом вывода провинции из тяжёлой экономической депрессии в начале 1980-х годов.
Ещё одним памятным достижением Беннетта была организация и проведение в Ванкувере Всемирной выставки в 1986 году. Беннетт, в рамках её открытия принимавший в Британской Колумбии принца Чарльза и принцессу Диану, подал в отставку вскоре после этого, вернувшись в частный бизнес.

### Дальнейшая жизнь
После ухода в отставку Билл Беннетт продолжал заниматься бизнесом совместно со своим братом Расселлом. В конце 1980-х годов их действия на рынке ценных бумаг привели к расследованию, которое окончилось в 1996 году. Комиссия Британской Колумбии по ценным бумагам установила, что братья Беннетты виновны в инсайдерской торговле в эпизоде с продажей ими акций лесопромышленной компании Doman Industries в ноябре 1988 года; получив от владельца компании Герба Домана информацию о том, что планируемая покупка его фирмы американской корпорацией Louisiana-Pacific сорвалась, Билл и Расселл продали её акции перед закрытием торгов по 11 долларов за штуку, а на следующий день торги открылись, когда цена акций составляла 7,75 доллара. Доход братьев от этой сделки составил 2 миллиона долларов. Хотя уголовное преследование по этому делу было закрыто в 1989 году, комиссия наложила на братьев запрет занимать административные посты в общественных компаниях сроком на 10 лет.
В последние годы жизни Беннетт страдал от болезни Альцгеймера. Он умер в возрасте 83 лет в декабре 2015 года в своей родной Келоуне, оставив после себя вдову, четверых сыновей, семь внуков и одного правнука.

## Признание заслуг
Несмотря на непопулярность своей политики в должности премьера, Билл Беннетт высоко оценивался современниками и последующими поколениями политиков. В речи к 20-летию открытия Всемирной выставки 1986 года тогдашний премьер Британской Колумбии Гордон Кэмпбелл в шутку представил Беннетта как «лучшего мэра, который когда-либо был у Ванкувера». Министр в кабинете Беннетта Патрик Макгир говорил, что тот за десять лет правления не сделал ни одной ошибки и был на голову выше всех своих преемников; одна из этих преемниц, премьер Британской Колумбии от Либеральной партии Кристи Кларк назвала его одним из величайших и наиболее влиятельных лидеров провинции, подчеркнув его приверженность бюджетной дисциплине.
В 2005 году имя Уильяма Р. Беннетта было присвоено мосту через озеро Оканаган в Келоуне. В 2007 году Беннетт стал кавалером ордена Британской Колумбии.